# Teddy Bridgewater
Theodore Edmond „Teddy“ Bridgewater II (* 10. November 1992 in Miami) ist ein ehemaliger US-amerikanischer American-Football-Spieler auf der Position des Quarterbacks. Im NFL Draft 2014 wurde Bridgewater in der ersten Runde von den Minnesota Vikings ausgewählt und war zwei Jahre lang deren Starter. Nach einer schweren Beinverletzung in der Vorbereitung auf die Saison 2016 kam er in den folgenden beiden Jahren kaum zum Einsatz. Anschließend war Bridgewater sechs Jahre lang bei mehreren weiteren Teams der National Football League (NFL) aktiv, neben jeweils einer Spielzeit als Starter der Carolina Panthers und der Denver Broncos vorwiegend als Ersatzspieler bei den New Orleans Saints, den Miami Dolphins und den Detroit Lions.

## Karriere

### Highschool und College
Bridgewater besuchte die Miami Northwestern High School und begann dort mit dem Footballspielen. 2011 nahm er am US Army All-American Bowl in San Antonio teil, einem Auswahlspiel für Highschool-Footballer. Im gleichen Jahr begann er seine College-Karriere für die Louisville Cardinals, dem Team der University of Louisville aus Kentucky. Sein Freshmen-Jahr beendete er mit 14 Touchdownpässen bei 12 Interceptions und einer Passquote von 64,5 % für 2.129 Yards. Er wurde zum Rookie des Jahres in der Big East Conference ernannt. Seine zweite Saison für die Cardinals resultierte im Gewinn der Big East Conference und einer Verbesserung seiner Statistiken mit 25 Touchdownpässen bei sieben Interceptions und 69 % Passquote für 3.452 Yards. 2013 spielten die Cardinals um Bridgewater im Sugar Bowl als Underdogs gegen die Florida Gators, den sie durch zwei Touchdownpässe und 266 geworfene Yards durch ihren Quarterback gewinnen konnten. Bridgewater wurde zum Most Valuable Player des Spiels gewählt. Bis zum Saisonende konnte er seine Statistiken weiter verbessern und warf insgesamt 31 Touchdownpässe bei vier Interceptions mit einer Passgenauigkeit von 71 % für 3.970 Yards.

### NFL

#### Draft
Beim NFL Draft 2014 wurde Teddy Bridgewater als 32. und letzter Erstrundenpick von den Minnesota Vikings ausgewählt, die dafür einen Zweit- und einen Viertrundenpick an die Seattle Seahawks tauschten. Er unterschrieb einen Vierjahresvertrag, der mit 6,85 Millionen US-Dollar dotiert war und einen zusätzlichen 3,3-Millionen-Dollar-Bonus für seine Unterschrift enthielt.

#### 2014
Die Saison 2014 begann Bridgewater als Backup-Quarterback hinter Matt Cassel und vor Christian Ponder auf der Bank der Vikings. Am 21. September 2014 debütierte er für den verletzten Cassel gegen die New Orleans Saints und warf Pässe für 150 Yards in diesem Spiel. Nachdem Cassel für den Rest der Saison auf die Injured Reserve List gesetzt worden war, wurde Bridgewater zum Starting-Quarterback ernannt. Eine Woche nach seinem Debüt stand er erstmals im Startaufgebot der Vikings gegen die Atlanta Falcons. Neben 317 Yards im Passspiel gelang ihm ein Touchdown im Laufspiel, sein erster in der NFL. Anschließend musste er verletzungsbedingt ein Spiel pausieren, ehe er gegen die Detroit Lions sein Comeback gab. In diesem Spiel kassierte er acht Sacks. Gegen die Buffalo Bills gelang Bridgewater sein erster Touchdownpass auf Cordarrelle Patterson.
Bridgewater beendete seine Rookiesaison mit 259 angebrachten Bällen bei 402 Passversuchen und schaffte dabei 2.919 Yards und 14 Touchdowns. Nach der Saison wurde er zum Rookie of the Year gewählt.

#### 2015
Die Saison 2015 beendete Bridgewater mit 3.231 Yards und 14 Touchdowns bei 292 von 447 versuchten Pässen. Außerdem erlief er 192 Yards und 3 Touchdowns bei 44 Laufspielzügen. Neben 9 Interceptions passierten ihm 8 Fumbles, wovon drei Bälle in direkte Turnover durch die gegnerische Defense mündeten.

#### 2016
Während des Trainingscamps im August 2016 verletzte sich Bridgewater am Knie so schwer, dass er die gesamte Saison 2016 verletzt ausfiel und auf der Injured Reserve List verbrachte.

#### 2017
Auch die erste Hälfte der Saison 2017 verpasste Bridgewater aufgrund seiner Verletzung vom August 2016. Nach erfolgreicher Rehabilitation jedoch konnte er am 10. Spieltag wieder zum aktiven Kader hinzugefügt werden und fungierte dann als Backup-Quarterback hinter Case Keenum.

#### 2018
Nachdem die Vikings den Vertrag mit Bridgewater nicht verlängerten, unterschrieb er einen Einjahresvertrag bei den New York Jets. Dort unterlag er allerdings im teaminternen Wettkampf um die Position des Quarterbacks gegen Rookie Sam Darnold und Veteran Josh McCown. Deswegen wurde er kurz vor Saisonbeginn zusammen mit einem Sechstrundenpick gegen einen Drittrundenpick zu den New Orleans Saints getauscht. Dort war er der Backup für Drew Brees und spielte im bedeutungslosen letzten Spiel der Regular Season als Starter.

#### 2019
Am 14. März 2019 unterschrieb Bridgewater einen weiteren Einjahresvertrag in New Orleans. Nachdem Brees sich am Daumen verletzte und mehrere Wochen nicht spielen konnte, wurde Bridgewater ab Woche 3 zum Starting-Quarterback der Saints ernannt. Dabei konnte er alle fünf Spiele gewinnen, brachte 67,7 % seiner Pässe ans Ziel und warf neun Touchdowns bei zwei Interceptions, bevor Brees nach seiner Genesung zurückkehrte.

#### 2020
Am 17. März 2020 einigte sich Bridgewater auf einen Dreijahresvertrag mit den Carolina Panthers, der sich auf 63 Millionen Dollar belaufen soll. Bei den Panthers kam er in 15 Spielen als Starter zum Einsatz. Dabei brachte er 69,1 % seiner Pässe für 3733 Yards, 15 Touchdowns und elf Interceptions ans Ziel.

#### 2021
Am 28. April 2021 gaben die Panthers Bridgewater im Austausch gegen einen Sechstrundenpick 2021 an die Denver Broncos ab.

#### 2022
Im März 2022 nahmen die Miami Dolphins Bridgewater unter Vertrag. Dort fungierte er als Backup für Tua Tagovailoa und kam aufgrund dessen Gehirnerschütterungen in insgesamt fünf Spielen zum Einsatz. In diesen erzielte er insgesamt 683 Yards Raumgewinn durch Pässe und warf für je vier Touchdowns und Interceptions.

#### 2023
Im August 2023 wurde Bridgewater von den Detroit Lions verpflichtet. Nach der Saison 2023 beendete Bridgewater seine Spielerkarriere, um Trainer an seiner ehemaligen Highschool zu werden.

#### Statistik
| 2014                               | MIN    | 13                            | 12                            | 259–402                       | 64,4                          | 2.919                         | 14                            | 12                            | 85,2                          |
| 2015                               | MIN    | 16                            | 16                            | 292–447                       | 65,3                          | 3.231                         | 14                            | 9                             | 88,7                          |
| 2016                               | MIN    | kein Einsatz wegen Verletzung | kein Einsatz wegen Verletzung | kein Einsatz wegen Verletzung | kein Einsatz wegen Verletzung | kein Einsatz wegen Verletzung | kein Einsatz wegen Verletzung | kein Einsatz wegen Verletzung | kein Einsatz wegen Verletzung |
| 2017                               | MIN    | 1                             | 0                             | 0–2                           | 0,0                           | 0                             | 0                             | 1                             | 0,0                           |
| 2018                               | NO     | 5                             | 1                             | 14–23                         | 60,9                          | 118                           | 1                             | 1                             | 70,6                          |
| 2019                               | NO     | 9                             | 5                             | 133–196                       | 67,9                          | 1.384                         | 9                             | 2                             | 99,1                          |
| 2020                               | CAR    | 15                            | 15                            | 340–492                       | 69,1                          | 3.733                         | 15                            | 11                            | 92,1                          |
| 2021                               | DEN    | 14                            | 14                            | 285–426                       | 66,9                          | 2.919                         | 14                            | 12                            | 94,9                          |
| 2022                               | MIA    | 5                             | 2                             | 49–79                         | 62,0                          | 683                           | 4                             | 4                             | 85,6                          |
| 2023                               | DET    | 1                             | 0                             | 0–0                           | –                             | 0                             | 0                             | 0                             | –                             |
| Gesamt                             | Gesamt | 79                            | 65                            | 1372–2067                     | 68,0                          | 15.120                        | 75                            | 47                            | 90,5                          |
| Quelle: pro-football-reference.com |        |                               |                               |                               |                               |                               |                               |                               |                               |